# Hoek van Holland Strand (metrostation)
Hoek van Holland Strand is een metrostation van de Rotterdamse metrolijn B bij de Zeekant en de Badweg in de plaats Hoek van Holland (gemeente Rotterdam), aan het eindpunt van de Hoekse Lijn. Het nieuwe metrostation ligt bij het Zeeplein (langs de Zeekant, de weg achter de strandpaviljoens), aan het einde van de Badweg. Het station bevindt zich hierdoor vrijwel direct aan het strand.
Het metrostation werd op 31 maart 2023 geopend en vervangt min of meer het oude station Hoek van Holland Strand, dat ruim 1 kilometer van het strand verwijderd lag en werd gesloten op 1 april 2017. Door het tegenvallen van de financiering van de doortrekking van lijn B over de Hoekse Lijn en problemen met de goedkeuring, werd het nieuwe station Hoek van Holland Strand pas op 31 maart 2023 gerealiseerd, ongeveer 3,5 jaar later dan gepland.

## Geschiedenis
Het dagelijks bestuur van de stadsregio Rotterdam besloot op 10 juli 2013 de spoorlijn tussen Schiedam en Hoek van Holland te verbouwen tot metrolijn, deze aan te sluiten op het regionale metronet, en deze met 1,2 kilometer te verlengen naar het huidige strand.
Tijdens de aanleg hebben bewoners verschillende malen bezwaar gemaakt en aanpassingen bepleit.
Zo gaat op verzoek van de bewoners de metro langs de flats aan de Strandweg (grenzend aan het Natura 2000-gebied) verder in een gesloten tunnelbak om geluidsoverlast te vermijden. Het verzoek van de omwonenden om af te zien van de gelijkvloerse kruising van de metrolijn met de Strandweg omdat deze onveilig zou zijn is echter afgewezen.
Gedurende de werkzaamheden was een deel van het terrein langs de Badweg afgeschermd met omheiningen, die de naam Metromuur heeft gekregen. De Metromuur is beschilderd door jeugd onder begeleiding van Same Game en Sicco Faase. Het Zeeplein bij de strandopgang Zeekant is in de periode december 2021 - januari 2022 ingrijpend gewijzigd. Onder meer is de voorheen karakteristieke openbare klok tijdelijk verwijderd. Later is deze teruggekeerd op het perron van het metrostation voor de tijdaanduiding.
Tijdens de werkzaamheden voor de verlenging reed de RET een pendelbusdienst van het oude station Hoek van Holland Haven naar een tijdelijke halte aan de Badweg. Op 16 mei 2022 is begonnen met het testen van het nieuwe stuk van de metrolijn.
Op 31 maart 2023 om 10:00 gingen de metro's doorrijden naar Hoek van Holland Strand en werd het station feestelijk geopend. Diezelfde dag zijn de verlenging van metrolijn B en het nieuwe metrostation Hoek van Holland Haven in gebruik genomen.

## Bijzonderheden
Er zijn twee kopsporen met een middenperron toegankelijk vanaf de zeezijde. Vlak voor de tunnel, na station Hoek van Holland Haven bij de Strandweg komen de twee kopsporen samen en gaat de metro over op enkelspoor.
Om zandophoping te voorkomen liggen de rails van de tunnel tot in het station op verhoogde betonblokken zodat de wind er onderdoor kan waaien.

## Reistijd en aansluiting treinen
Sinds 31 maart 2023 is het mogelijk om vanaf het metrostation Rotterdam Beurs in het centrum van Rotterdam in 35 minuten naar het strand te reizen. De rechtstreekse treinverbinding tussen de stations van de Hoekse Lijn en Rotterdam Centraal is sinds de verbouwing tot metrolijn vervallen. Metroreizigers vanaf Hoek van Holland naar Utrecht kunnen nog steeds reizen met één overstap, maar nu op station Rotterdam Alexander. Reizigers richting Dordrecht stappen nu over op station Rotterdam Blaak.

## Afbeeldingen

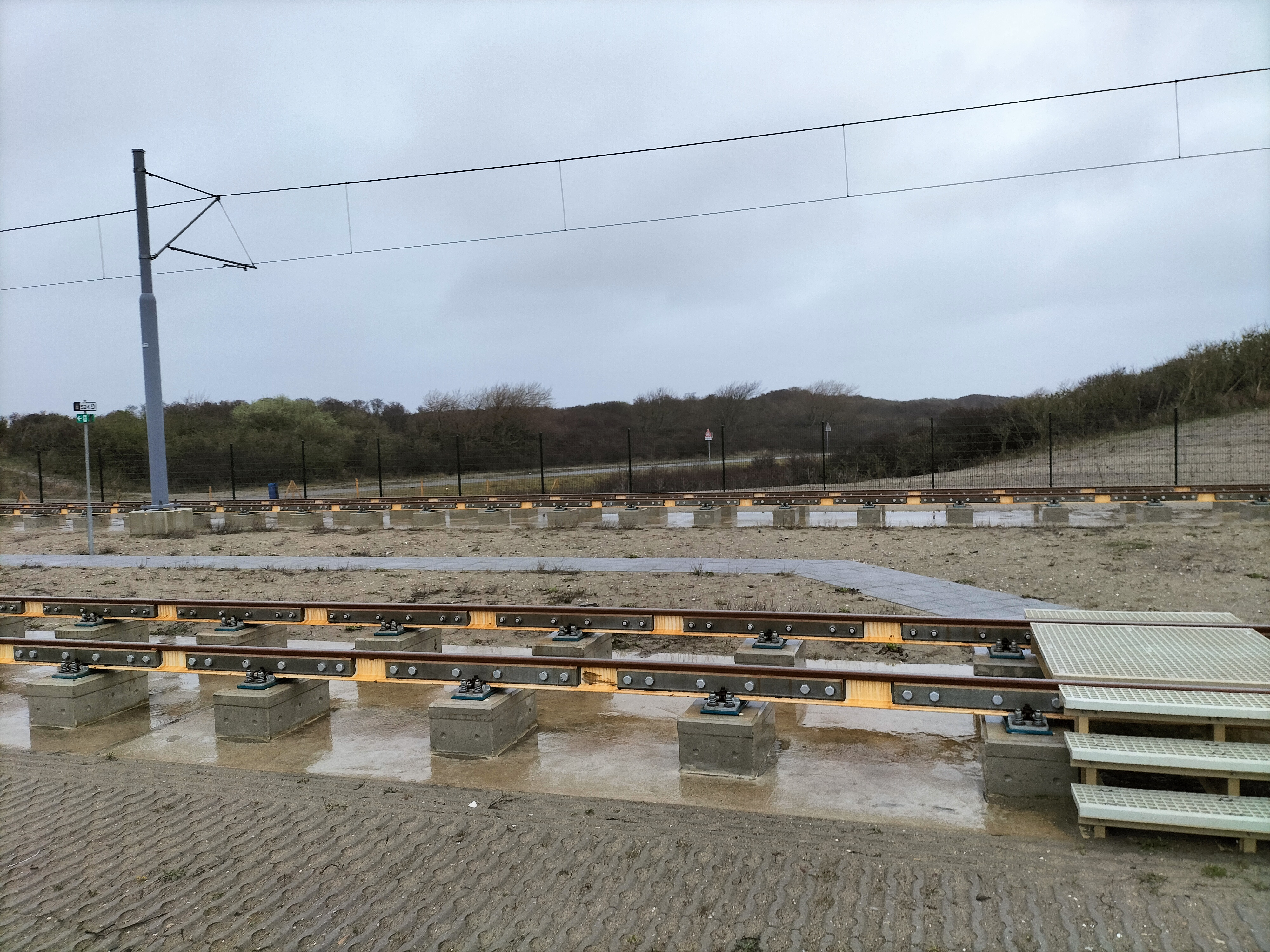
Hoogliggende spoorstaven bij metrostation Hoek van Holland Strand, om zandophoping te voorkomen
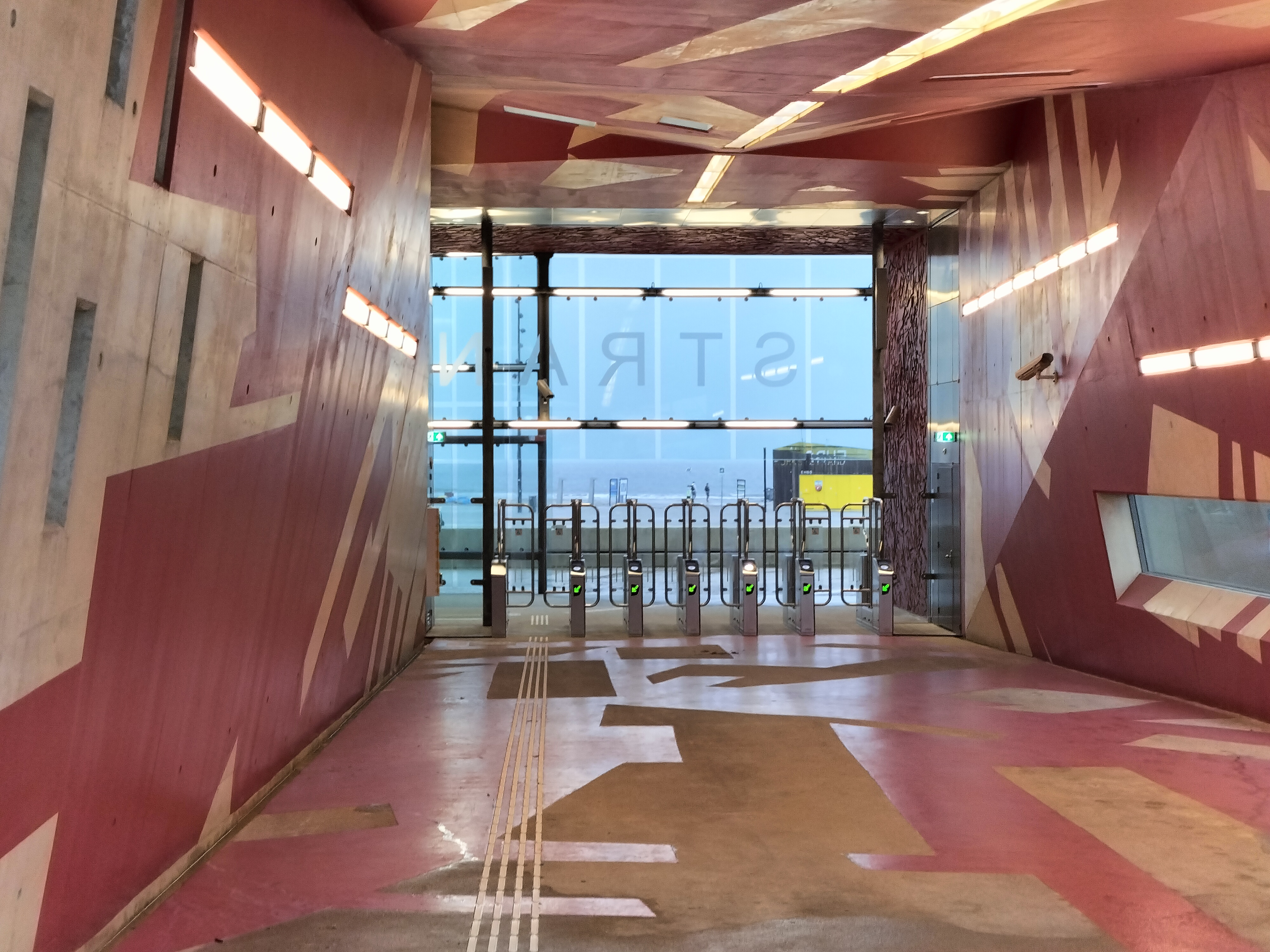
Entreehal metrostation Hoek van Holland Strand
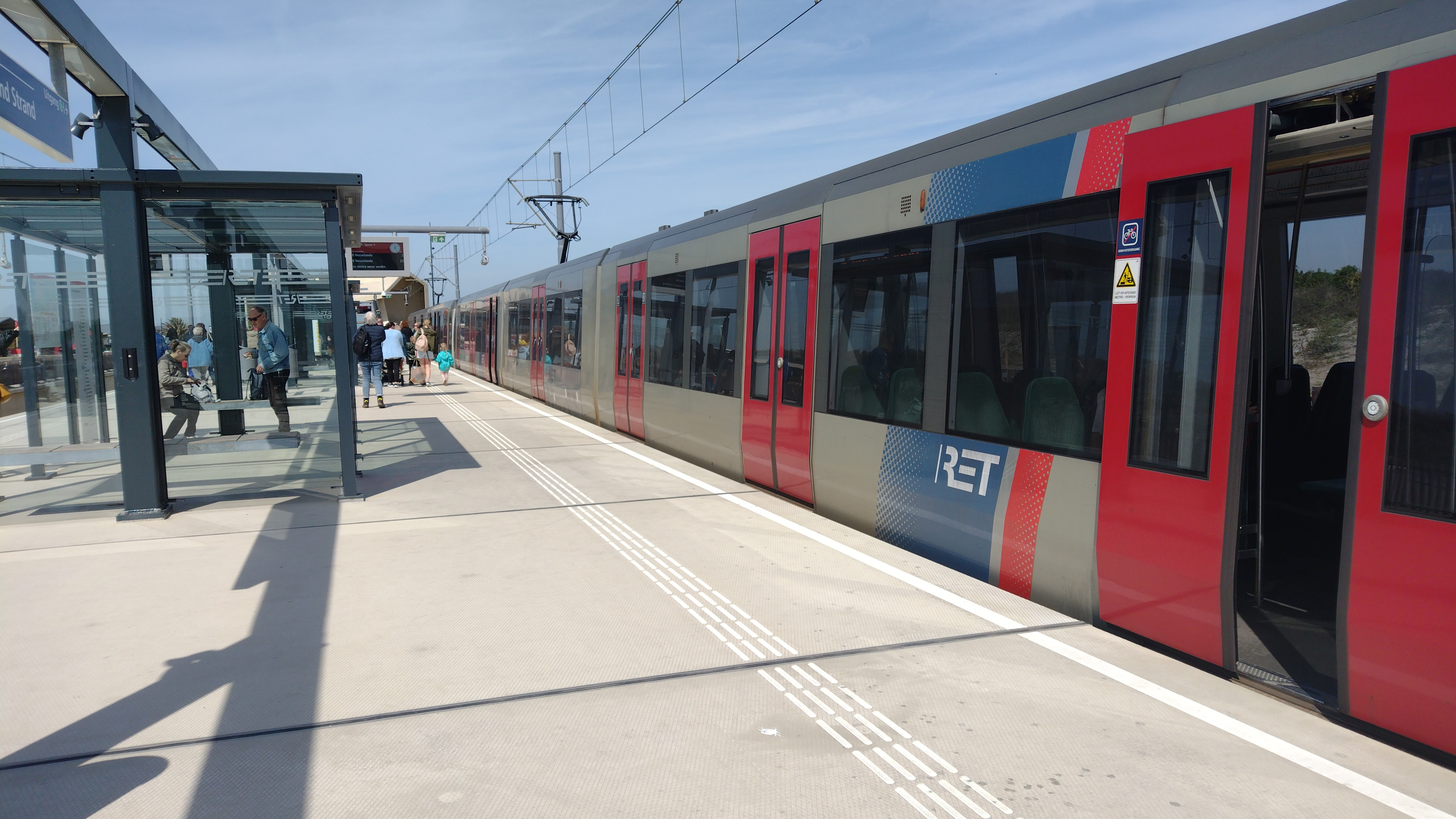
Perron metrostation Hoek van Holland Strand